# 佩里纽科瓦镇
佩里纽科瓦镇是葡萄牙阿威罗区的一个堂区。总面积5.11平方公里，总人口459人，人口密度89.8人/平方公里。